# Yuri Petróvich Ofman
Yuri Petrovich Ofman (Ю. П. Офман) es un matemático ruso que trabaja en teoría de complejidad.
Yuri obtuvo su Doctorado en la Universidad Estatal de Moscú, supervisado por Andréi Kolmogórov.

## Publicaciones
- «О приближенной реализации непрерывных функций на автоматах» (Sobre la realización aproximada de funciones continuas en autómatas), Dokl. Akad. Nauk SSSR, 1963
- «Об алгоритмической сложности дискретных функций» (Sobre la complejidad algorítmica de las funciones discretas), Dokl. Akad. Nauk SSSR, Vol. 7, p.589, enero de 1963
- «Умножение многозначных чисел на автоматах» (Multiplicación de números de varias cifras por ordenadores automáticos), junto con Anatoli Karatsuba. Doklady Akad. Nauk SSSR, 1962

- Datos: Q1100660